# Општина Годеану (Мехединци)
Годеану (рум. Godeanu) општина је у Румунији у округу Мехединци.
Oпштина се налази на надморској висини од 714 m.